# Unteralpfener Mühle

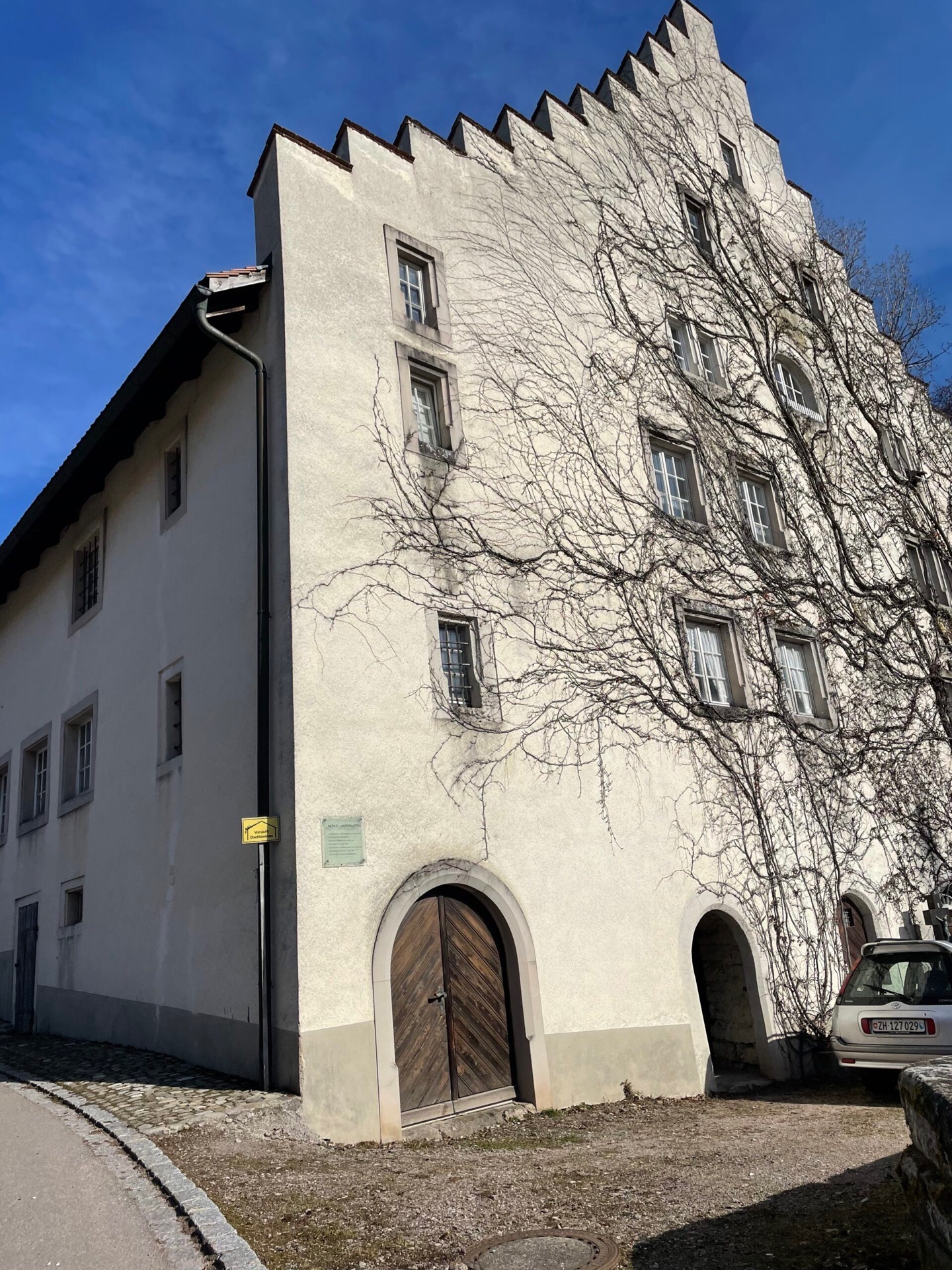
Die Mühle in Unteralpfen

Die Unteralpfener Mühle, auch Einigungsmeistermühle, ist eine ehemalige Getreidemühle am Zusammenfluss von Leiterbach und Steinbach in Unteralpfen im Landkreis Waldshut.

## Geschichte
Die Mühle wurde erstmals im Jahr 1342 erwähnt und war bis 1944 im Betrieb. Das Gebäude stammt aus den Jahren 1540/60 und war eine Lehensmühle des Klosters Säckingen. Es ist damit eines der wenigen erhaltenen Gebäude nach dem Dreißigjährigen Krieg im Landkreis Waldshut. Bekannt wurde das Müllergeschlecht Tröndle und ist verbunden mit der Geschichte der Salpeterer. Der Pfarrer und Heimatforscher Jakob Ebner hat in seiner 1910 erschienenen Schrift Eine Müllerdynastie im Schwarzwald die Geschichte der Mühle eingehend erforscht. Ab 1977 wurde die Mühle restauriert und der Mahlgang neu in Betrieb genommen sowie ein Mühlenmuseum eingerichtet. Eine Stube mit Gegenständen und dem Porträt des Einungsmeisters Adam Tröndle waren zu besichtigen. Am Mühlentag fanden Führungen statt. 2018 wurde die Mühle an Privat verkauft.